# Jindřich Žilka
Jindřich Žilka (1. září 1886 Bílé Poličany – 20. června 1942 Praha-Kobyliská střelnice) byl československý politik a meziválečný poslanec Národního shromáždění za Republikánskou stranu zemědělského a malorolnického lidu (agrárníky).

## Biografie
Narodil se do rodiny poličanského sládka Aloise Žilky a jeho manželky Františky, roz. Černohorské. V roce 1914 se ve Starých Ždánicích oženil s Marií Richterovou.
Od roku 1929 zasedal v užším vedení agrární strany. Jako tajemník strany se účastnil zásadních politických jednání a sestavování koalic. Profesí byl dle údajů z roku 1935 generálním tajemníkem strany a rolníkem ve Starých Ždánicích.
V parlamentních volbách v roce 1929 získal poslanecké křeslo za agrárníky v Národním shromáždění. Mandát obhájil v parlamentních volbách v roce 1935. Poslanecký post si oficiálně podržel do zrušení parlamentu roku 1939, přičemž v prosinci 1938 ještě přestoupil do poslaneckého klubu nově ustavené Strany národní jednoty.
Za nacistické okupace byl zastřelen na Kobyliské střelnici v Praze.